# Huwelijksreis

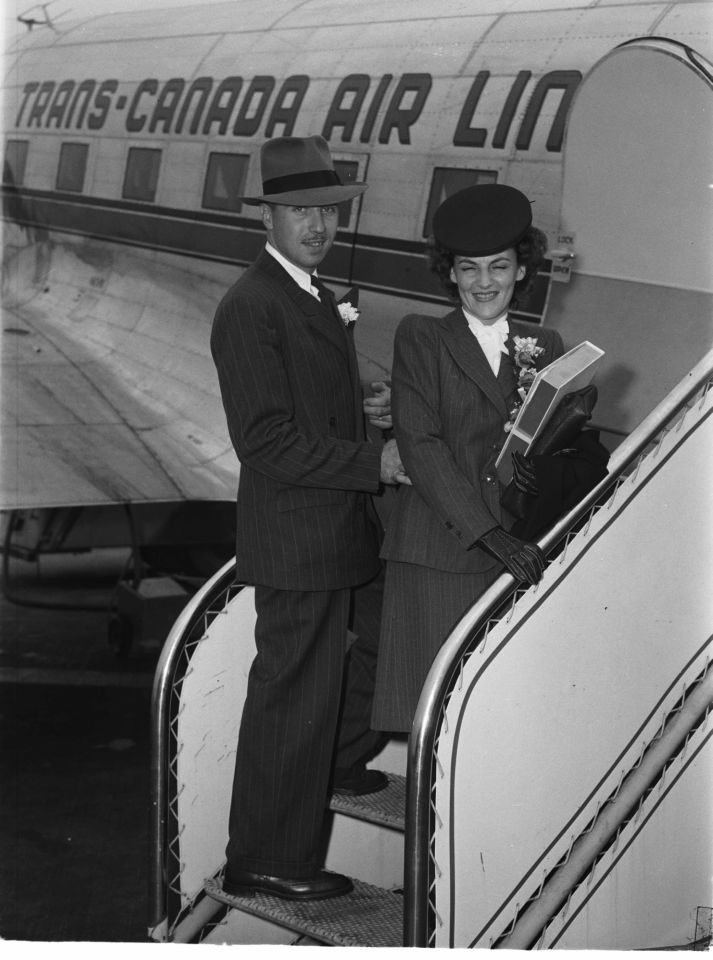
Een pasgetrouwd paar op de vliegtuigtrap aan het begin van hun huwelijksreis in 1946

Een huwelijksreis is een vakantie die door een kersvers bruidspaar gehouden wordt, kort nadat hun bruiloft heeft plaatsgevonden. Indien het wegens omstandigheden, zoals bv. een voor of na het huwelijk geboren kind, niet mogelijk is om de reis kort na de bruiloft te houden, kan deze ook later plaatsvinden, bijvoorbeeld in het jaar van de eerste trouwdag. Dit gebeurde ook vaak tijdens de coronacrisis in 2020 en 2021. Veel bruidsparen die in deze jaren trouwden moesten hun huwelijksreis uitstellen, omdat reizen naar het buitenland kort na de bruiloft door de vele strenge maatregelen praktisch onmogelijk was. Ook gingen ze als alternatief voor een reis naar het buitenland in eigen land op huwelijksreis. 
Mogelijk is de huwelijksreis ontstaan uit de wittebroodsweken van een echtpaar, waarin de beide echtelieden de tijd kregen om elkaar goed te leren kennen (zowel in psychisch als lichamelijk). Wellicht is het ook een overblijfsel van de tijd waarin bruiden nog geroofd konden worden.
De huwelijksreis als uitgebreide vakantie kwam in de westerse wereld in zwang vanaf de tweede helft van de 20e eeuw. Hoewel een huwelijksreis vaak geassocieerd wordt met een vrij luxe vakantie, is er geen vastomlijnd kader waarbinnen huwelijksreizen gehouden worden.